# Associazione Calcio Sambonifacese 1945-1946
Questa pagina 
raccoglie i dati riguardanti l'Associazione Calcio Sambonifacese nelle competizioni ufficiali della stagione 1945-1946.

## Stagione
La stagione 1945-1946 fu l'esordio in serie C per la Sambonifacese. Al termine del Girone C dell'Alta Italia la squadra si piazzò terza, mancando di poco l'accesso alla fase finale del torneo.

## Divise
| Casa |

## Rosa
| N. |                   | Ruolo | Calciatore        |
| -- | ----------------- | ----- | ----------------- |
|    | Italia (bandiera) | P     | Luigi Ghivarello  |
|    | Italia (bandiera) | A     | Bruno Micheloni   |
|    | Italia (bandiera) | A     | Pietro Pollini    |
|    | Italia (bandiera) |       | Ubaldo Malgarise  |
|    | Italia (bandiera) |       | Mario Zantedeschi |
|    | Italia (bandiera) |       | Cesare Fedeli     |

| N. |                   | Ruolo | Calciatore      |  |
| -- | ----------------- | ----- | --------------- |  |
|    | Italia (bandiera) |       | Gino Buin       |  |
|    | Italia (bandiera) |       | Renzo Tizian    |  |
|    | Italia (bandiera) |       | Dino Toti       |  |
|    | Italia (bandiera) |       | Gino Bressan    |  |
|    | Italia (bandiera) |       | Guido Rizzo     |  |
|    | Italia (bandiera) |       | Luigino Tessaro |  |